# Wolfgang Josef Brehm

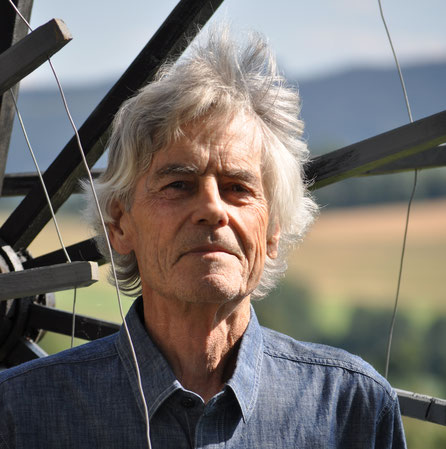
Wolfgang Josef Brehm (2021)

Wolfgang Josef Brehm (* 20. Dezember 1948 in Heinersreuth; † 13. Oktober 2023 in Untergriesbach) war ein deutscher Künstler und Kunsterzieher. Er wirkte als Bildhauer, Maler und Grafiker.

## Leben und Wirken
1971–1977 studierte Wolfgang Josef Brehm an der Akademie der Bildenden Künste München: Malerei bei Josef Oberberger, Bildhauerei bei Robert Jacobsen und Kunsterziehung bei Horst Sauerbruch. 1976 absolvierte er das Staatsexamen für Kunsterziehung, 1977 erwarb er das Diplom für Bildhauerei. 1982–1987 wirkte er in einer Arbeitsgruppe des Staatsinstituts für Schulpädagogik und Bildungsforschung (ISB) München an der Entwicklung neuer Lehrpläne für Kunst an Gymnasien in Bayern mit.
1976–2011 war er im Lehramt für Kunst an Gymnasien tätig: Referendariat, dann Lehrtätigkeit am Luitpold-Gymnasium München, ab 1983 am Gymnasium Untergriesbach, dort ab 1997 außerdem als Beratungslehrer. 1983–1985 und 1989 erfüllte er einen Lehrauftrag für Keramik an der Universität Passau.

## Schaffen

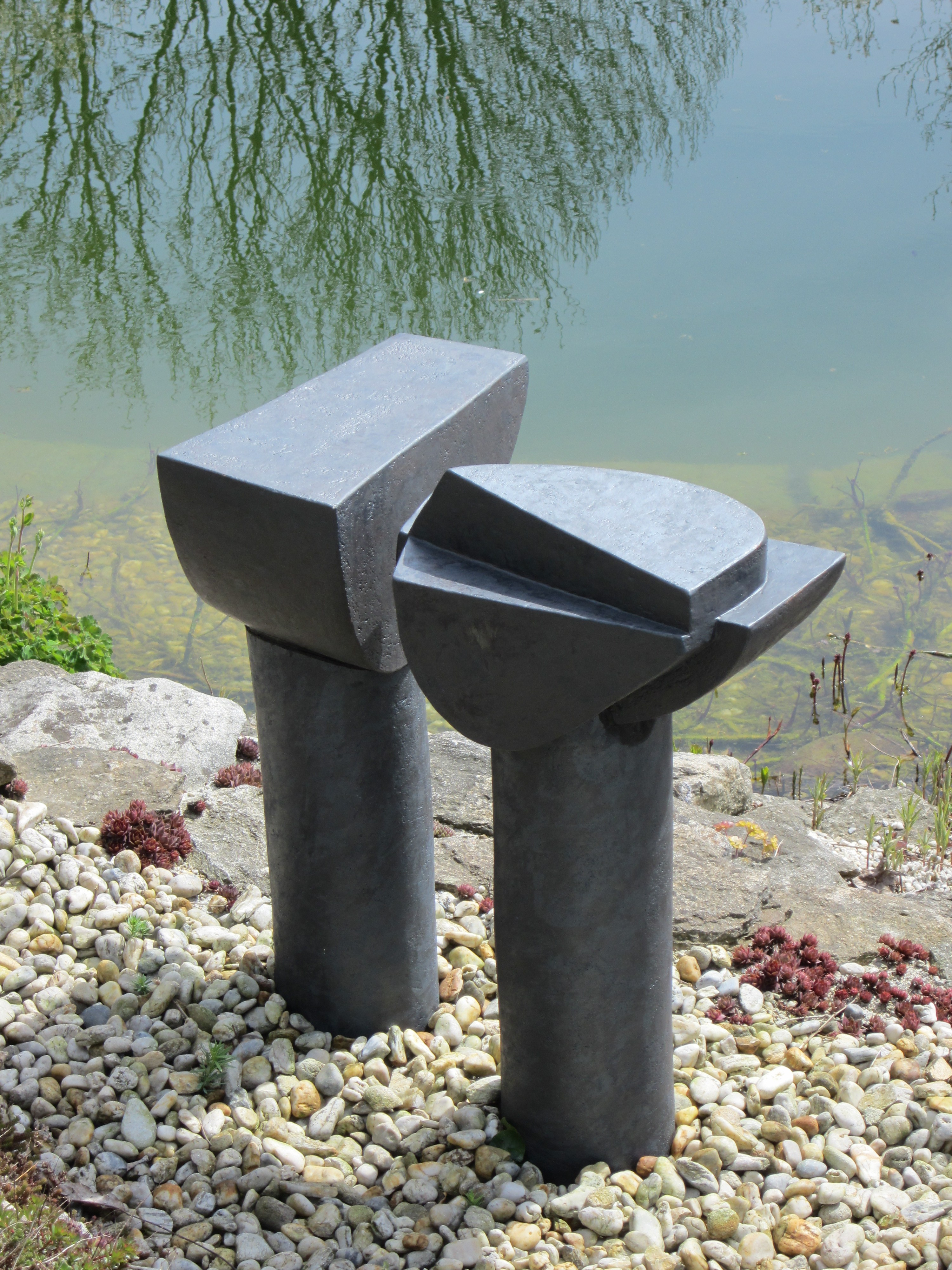
„Paar“, Stelen aus Steinzeug, 2012

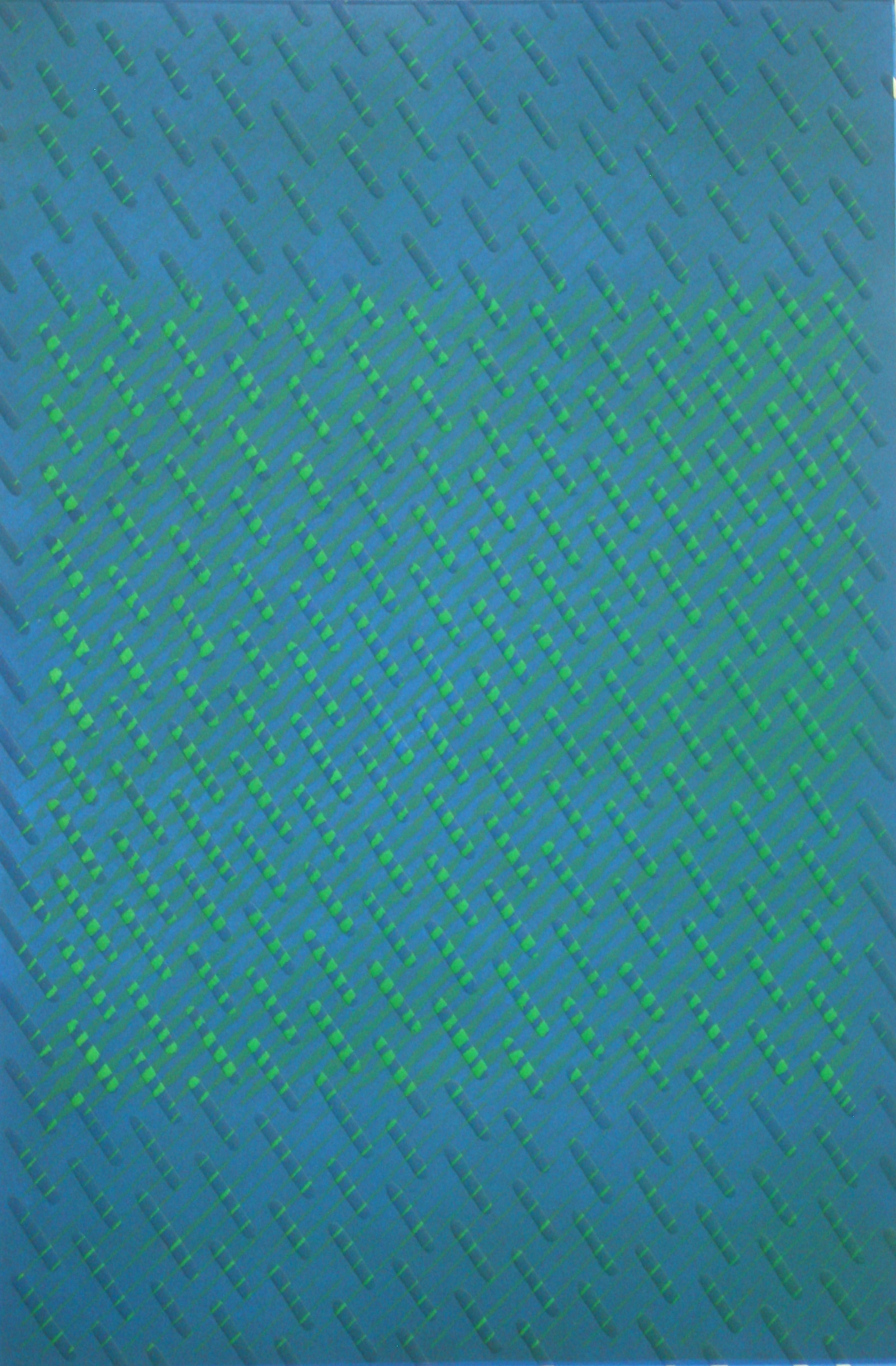
„Maghrebinische Impression“, Holzschnitt und Prägedruck, 2007

Brehms Werk ist der konkreten Kunst zuzuordnen. Seine Holzschnitte und (zumeist lasierend aufgetragenen) Ölgemälde, u. a. „Konfiguration“ oder „Übergreifende Form“ betitelt, weisen komplex geschichtete, von Rapport, Variation und Umkehrung geprägte, musikalische und oft zeichenhafte Strukturen auf. Seine plastischen, skulptierten und installierten Werke prägt die klassische Statuarik. Titel wie „Idol“, „Motiv“, oder „Tau“ verweisen auf Allgemeinmenschliches und Politisches, außerdem philosophische Begriffe und Werte.
Keramik (Steinzeug) und Bronze waren im früheren Werk häufig, Holz und Metall nutzte Brehm ab 2011 vermehrt, zuletzt formte er Installationen mit Kulturrelikten (z. B. Bauteile eines Breitenberger Handwebstuhls („Projekt Breitenberg“)).
Werke im öffentlichen Raum sind erhalten in Hauzenberg (Stadtpark), Untergriesbach (Pilslgasse), Breitenberg (Höpflberg, im Rahmen der Aktion „Gipfelkunst“), Bad Steben (Skulpturenpfad, Plastik „Idol“) und Osterhofen (Skulpturenpark).

### Würdigung

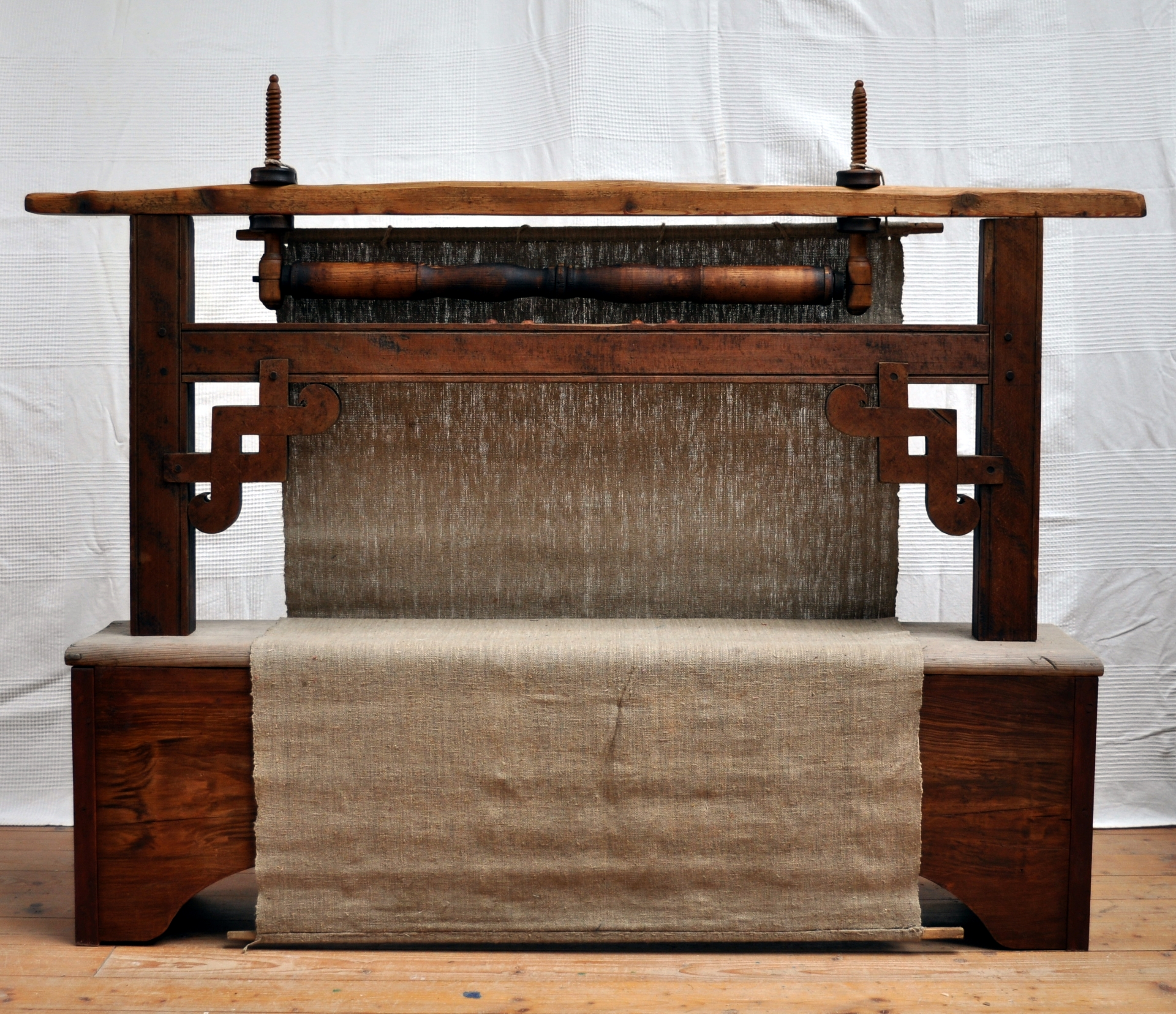
„Schrein“, Installation im „Projekt Breitenberg“ 2021

„Das Schaffen des Bildhauers Wolfgang Josef Brehm aus Untergriesbach ist geprägt von einer reduzierten Formensprache mit archaischer Zeichenhaftigkeit. Hoch aufragende Stelen in Bronze oder Stein, die er mit Vorliebe in der freien Natur platziert, wecken Anklänge an kultische Objekte. Für Thomas Vogl, den ehemaligen Ausstellungsleiter des Passauer Kunstvereins, steht dessen Werk ‚an der Schnittstelle zwischen figürlicher Darstellung mit ihren vielfältigen Lebensbeziehungen und der reinen Abstraktion‘.“ (Philipp Ortmeier)
„Wolfgang Josef Brehm hat seine Werke vor dem Horizont einer breiten Kenntnis der Kunstgeschichte geschaffen. Klassische Statuarik, einwandfreie handwerkliche Faktur, integrale Struktur und eine tief empfundene Sinnlichkeit der Farbe hat er am Beispiel vorangegangener Meister geschult und gemessen.“ (Martin Ortmeier)
„Für Brehms Arbeiten (…) ist die Tektonik ein bestimmendes Element: Stehendes, Stützendes, Tragendes, sich zur architektonischen Form Fügendes.“ (Karlheinz Hemmeter)

### Werke
- Übergreifende Form, 120 × 180 cm, Öl auf Leinwand, 1995, Museum Moderner Kunst Passau

### Ausstellungen
- 1994 Galerie im Weytterturm, Straubing
- 1995 Stadtgalerie Vilshofen
- 1995 Museum Kloster Asbach
- 1998 „Kontraste“, Forum Sparkasse Passau (1998)
- 1998 Galerie Sigrun Leyerseder, Hauzenberg
- 2002 Sankt Anna-Kapelle, Kunstverein Passau (mit Renate Christin und Gabi Hanner)
- 2003 „Zeichen“, Pfarrkirche Hauzenberg, Bau- und Kunstreferat des Bistums Passau (mit Konrad Schmid)
- 2008 Bau- und Kunstreferat des Bistums Passau (Kurat: Sigrun C. M. Leyerseder), Passau
- 2011 Keramikmuseum Schloss Obernzell
- 2014 Sankt Anna-Kapelle, Kunstverein Passau (mit Nina Seidel und Sieglinde Weindl)
- 2016 „Alte und neue Zeichen“, Kunstforum Arabellapark, München
- 2021 „im Dialog“ (mit Fred Karl), Schloss Obernzell
- 2022 „Standpunkte“, Grafikmuseum Stiftung Schreiner, Bad Steben

## Ehrungen
- Kulturpreis (postum) des Landkreises Passau 2024 in der Kategorie „Bildende Kunst“[5]